# 白树菊属
白树菊属（学名：Pladaroxylon）是菊科的一属。

## 下属物种
本属包括以下物种：
- Pladaroxylon leucadendron (G.Forst.) Hook.fil.